# Pachites bodkinii
Pachites bodkinii es una especie de orquídea de hábitos terrestres  originaria de Sudáfrica.

## Descripción
Es una orquídea de pequeño tamaño, con hábitos terrestres que tiene de 3 a 7 hojas, erectas en parte, muy estrechas, basales que envuelven. Florece en la primavera y principios del verano en una inflorescencia erecta, terminal, con hasta 12  flores débilmente perfumadas, aparecen en un corimbo.

## Distribución y hábitat
Se encuentra en el sursudoeste de la Provincia del Cabo en Sudáfrica en lugares húmedo en cuestas de arena pantanosas abrigadas en fynbos en elevaciones de 300 a 800 metros.

## Taxonomía
Pachites bodkinii fue descrita por Harry Bolus   y publicado en Icon. Orch. Austro-Afr. 1: 1, t. 26. 1892.
Etimología
Pachites: nombre genérico que proviene de la palabra griega pachys = gruesa, en referencia a esta calidad de la columna de sus flores.
bodkinii: epíteto otorgado en honor de Bodkin.